# Michael Kilby
Michael Leopold Kilby (ur. 3 września 1924 w Dunstable, zm. 9 września 2008 w Hawkhurst) – brytyjski polityk, samorządowiec i menedżer, poseł do Parlamentu Europejskiego II kadencji.

## Życiorys
W młodości gracz krykieta, należał do drużyny Bedfordshire County Cricket Club. Absolwent Luton College of Technology, kształcił się też w British Institute of Management. Pracował jako doradca ds. zarządzania, zajmował stanowiska menedżerskie w General Motors Overseas Corporation. Autor publikacji z zakresu polityki przemysłowej i jednej powieści, a także wykładowca. Zaangażował się w działalność polityczną w ramach Partii Konserwatywnej. W latach 1963–1964 burmistrz Dunstable. W 1984 z jej ramienia wybrany posłem do Parlamentu Europejskiego, przystąpił do Europejskich Demokratów.
Był żonaty z Mary, miał troje dzieci. 24 września 2008 pochowany w Hawkhurst.